# Gillian Flynn

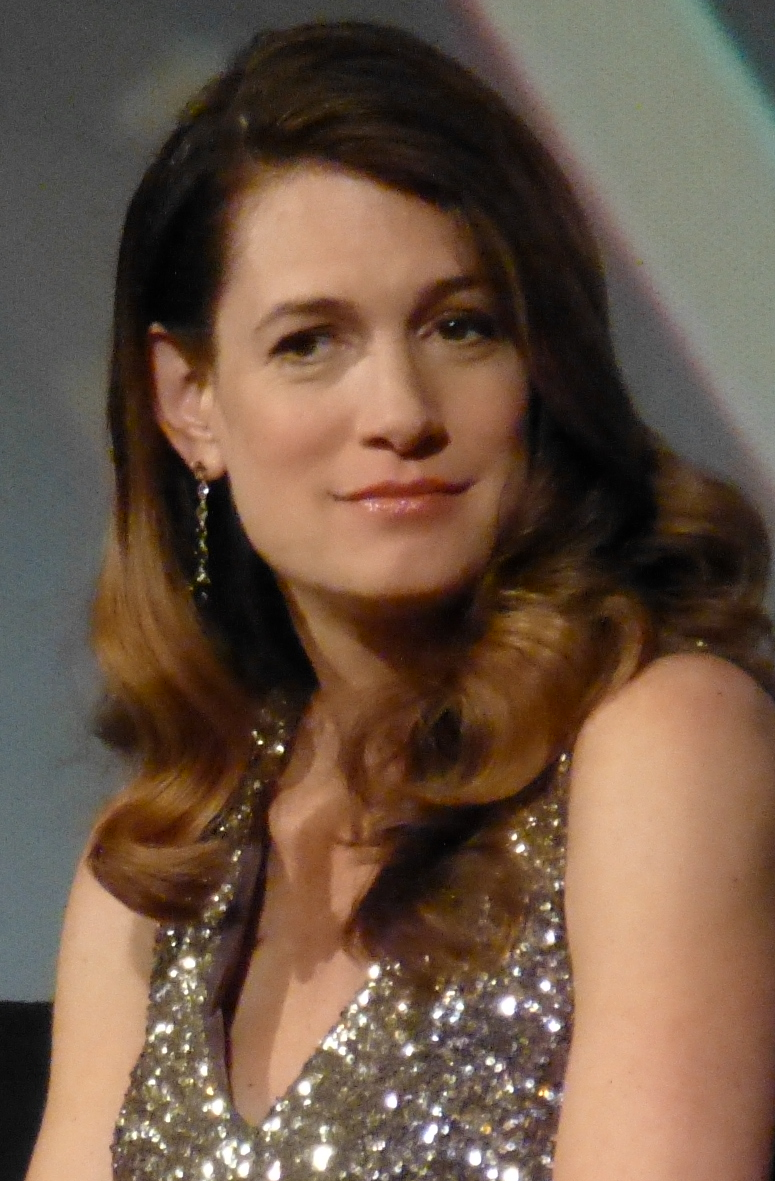
Gillian Flynn (2014)

Gillian Schieber Flynn (* 24. Februar 1971 in Kansas City, Missouri) ist eine US-amerikanische Schriftstellerin.

## Leben und Werk
Flynn studierte Journalismus an der University of Kansas und der Northwestern University. Sie wurde zunächst Fernsehkritikerin bei Entertainment Weekly, bevor sie sich für die Schriftstellerei entschied. Schon ihr erster Roman Sharp Objects (2006), der in Deutschland unter dem Titel Cry Baby erschienen ist, bekam einige kleinere Preise wie den „CWA Ian Fleming Steel Dagger 2007“ und den „New Blood Dagger“. Doch erst Dark Places (2009) und vor allem der US-Bestseller Gone Girl (2012) brachten den großen Durchbruch. Gone Girl stand 2012 für mehrere Wochen an der Spitze der Bestsellerliste der New York Times,
Drei Werke wurden verfilmt: Für Gone Girl – Das perfekte Opfer schrieb Gillian Flynn das Drehbuch, David Fincher übernahm die Regie, die Hauptrollen spielten Rosamund Pike und Ben Affleck. Der Regisseur von Dark Places – Gefährliche Erinnerung (2015) war Gilles Paquet-Brenner, die Hauptrollen übernahmen Charlize Theron und Christina Hendricks. Sharp Objects wurde im September 2018 als Mini-Serie veröffentlicht, auch hier stammt das Drehbuch aus Flynns Feder.
Bücher von Gillian Flynn wurden bisher in 28 Ländern veröffentlicht. Die Autorin lebt mit ihrem Ehemann und ihrem Sohn in Chicago.
Flynns Stil gilt als sehr düster (Serienkiller, Satanismus etc.) und wurde von Stephen King gelobt. Schauplatz ist ihre Heimat, der Mittlere Westen.

## Werke
- 2007: Cry Baby. Scherz, Frankfurt am Main 2007, ISBN 978-3-502-10094-2 (OT: Sharp Objects)
- 2010: Finstere Orte. Scherz, Frankfurt am Main 2010, ISBN 978-3-502-10095-9 (OT: Dark Places)
- 2012: Gone Girl. Das perfekte Opfer. Fischer Scherz, Frankfurt am Main 2013, ISBN 978-3-502-10222-9 (OT: Gone Girl)
- 2014: Cry Baby. Scharfe Schnitte. Fischer Scherz, Frankfurt am Main 2014, ISBN 978-3-651-01164-9
- 2014: Dark Places. Gefährliche Erinnerung. Fischer Scherz, Frankfurt am Main 2014, ISBN 978-3-651-01189-2
- 2015: Broken House – Düstere Ahnung. Fischer Scherz, Frankfurt am Main 2015, ISBN 978-3-596-03683-7 (OT: The Grownup)

## Filmografie (Auswahl)
- 2018: Widows – Tödliche Witwen (Widows)

## Hörbücher
- Cry Baby – Scharfe Schnitte, Sprecherin: Christiane Marx, Erscheinungsjahr 2014 Verlag: Argon Verlag GmbH, FISCHER Scherz, Crown Publishing Group, a division of Random House

## Auszeichnungen & Nominierungen (Auswahl)
- 2007: Dagger Award
  - New Blood Dagger für Cry Baby
  - Ian Flemming Steel Dagger für Cry Baby
- 2012: Nominiert für den Strand Critics Award für Gone Girl. Das perfekte Opfer[4]
- 2013: Nominiert für den Edgar Allan Poe Award für Gone Girl. Das perfekte Opfer als Bester Roman[5]
- 2013: Nominiert für den Macavity Award für Gone Girl. Das perfekte Opfer als Bester Mysteryroman[6]
- 2013: Nominiert für den Anthony Award für Gone Girl. Das perfekte Opfer als Bester Roman[7]
- 2015: Edgar Allan Poe Award für What Do You Do? als beste Kurzgeschichte